# Tom Krauß
Tom Krauß (Leipzig, 22 juni 2001) is een Duits voetballer die doorgaans als middenvelder speelt. Hij verruilde RB Leipzig in juli 2023 voor FSV Mainz.

## Clubcarrière
Krauß speelde in de jeugd van FC Sachsen Leipzig tot hij in 2011 werd opgenomen in de jeugdopleiding van RB Leipzig. Hiervoor debuteerde hij op 27 juni 2020 in het eerste elftal, tijdens een competitiewedstrijd uit bij FC Augsburg. Dat bleef zijn enige optreden voor RB Leipzig. Krauß speelde in zowel seizoen 2020/21 als 2021/22 op huurbasis voor FC Nürnberg. Hiervoor kwam hij in die periode 63 speelronden uit in de 2. Bundesliga. RB Leipzig verhuurde hem in juli 2022 voor een jaar aan Schalke 04. Hiermee streed hij dat seizoen (tevergeefs) tegen degradatie uit de Bundesliga.
Krauß tekende in juli 2023 een contract tot medio 2027 bij FSV Mainz, de nummer negen van Duitsland in het voorgaande seizoen. Dat nam hem definitief over van RB Leipzig. Krauß speelde in zijn eerste seizoen 29 wedstrijden in de Bundesliga voor Mainz, waarvan 16 als invaller.

## Interlandcarrière
Krauß kwam uit voor alle Duitse nationale jeugdselecties vanaf Duitsland –15. Hij nam met Duitsland –17 deel aan het EK –17 van 2018 en met Duitsland –21 aan het EK –21 van 2023.
1 Rieß ·
2 Mwene ·
3 Jenz ·
4 Barkok ·
5 Leitsch ·
6 Sano ·
7 Lee ·
8 Nebel ·
9 Onisiwo ·
11 Sieb ·
14 Hong ·
16 Bell ·
17 Vidović ·
18 Amiri ·
19 Caci ·
21 Da Costa ·
22 Veratschnig ·
25 Hanche-Olsen ·
27 Zentner ·
29 Burkardt ·
30 Widmer  ·
31 Kohr ·
33 Batz ·
41 Shabani ·
44 Weiper ·
47 Dal ·
Coach: Henriksen
· Assistent-coach: Silberbauer